# Río Sal
El río Sal (en ruso: Сал) es un río localizado en la parte meridional de la Rusia europea, uno de los principales afluentes del río Don en su curso bajo. Su longitud total es de 798 km (incluida la longitud de una de sus fuentes, el río Džurak-Sal) y su cuenca drena una superficie de 21.300 km² (mayor que El Salvador e Israel).
Administrativamente, el río discurre por el óblast de Rostov de la Federación de Rusia.

## Geografía
El río Sal nace en la parte nororiental del óblast de Rostov, de la confluencia de dos ramales, el Kara-Sal y el Džurak-Sal (Джурак Сал), el más largo de los dos, un río que proviene del sur y que nace aguas arriba de Remontnoe, en las colinas de Yergeni (república de Kalmukia), a unos 25 km al oeste de su capital, la ciudad de Elistá (104.254 en 2002). 
Discurre el río Sal en dirección oeste, por una región bastante árida y llana, en un curso muy sinuoso con muchísimos meandros.  El río pasa cerca de las localidades de Dubovskoe, Juznyj y Sloboa Bol'saja y Bolshoi Orlovska. Luego, el Sal desemboca en el río Don por su margen izquierda, en la parte final de su curso bajo, cerca de la de ciudad de Semikarakorsk (23.473 hab.).
Sus principales afluentes son todos por la izquierda, siendo los más importantes los ríos Boshoi Gašun (Gran Gašun, con una longitud de 161 km y 3.090 km² de cuenca), Maly Kuberle (Pequeño Kuberle, con 152 km y 1.460 km²) y Velká Kuberle.
El río Sal discurre por una zona bastante árida y es alimentado principalmente por el deshielo, con su caudal mayor desde marzo a abril. El caudal medio a 205 km de la desembocadura es de 9,9 m³/s. En el curso superior,  el río está congelado a partir de mediados de diciembre y deshiela a partir de marzo, pudiendo permanecer bajo el hielo una cantidad de días muy variables según el año, de 8 a 200 días; en el curso inferior solamente de 19 a 45 días.